# Алекс Мачески
Александер Алекс Мачески (енгл. Alexander Alex Machaskee; Ворен, Охајо, 18. март 1937) пензионисани је издавач, председник и главни извршни директор „Плејн дилера” (енгл. The Plain Dealer), главног листа Кливленда и највећих новина у Охају; предузетник, добротвор, музичар, угледни члан српске заједнице у САД, оснивач и патрон Српске културне баште у Кливленду и почасни конзул Републике Србије у Охају.

## Биографија
Породица Алекса Маческог делом води порекло са Баније, где су у Глини 1941. спаљени документи из црквених књига његове баке по оцу (Милице) и њене породице када су усташе након покоља срушиле Цркву Рођења Богородице. Његов отац Ђуро (Џорџ) рођен је у Америци и презивао се Маћешић, али је због грешке наставника у школи презиме промењено у Мачески. Алексов родни град је Ворен, држава Охајо. У детињству је одатле сваке суботе одлазио у суседни Јангстаун, у Храм Пресвете Тројице, да би у српској школи половину дана проводио учећи српски језик и о српској култури и традицији, а другу половину читајући Библију. Захваљујући томе, али и и својој бака Милици, која је водила рударске пансионе у Пенсилванији, српски је говорио течно и читао ћирилицу од малих ногу. Овоме је допринела и љубав према музици и српским песмама, јер је Алекс желео да зна о чему оне говоре.
По сопственом признању, изузетно је посвећен српском наслеђу и вери, иако припада другој генерацији Срба рођених у Америци. Због тога је као дете и „Оченаш” изговарао на српском, верујући да ће га на тај начин Бог боље чути. Свету Гору је посетио осам пута, а током живота се сусрео са девет различитих православних патријарха, укључујући и етиопског.
Увршћен је у „Енциклопедију националне дијаспоре”, коју уређује Иван Калаузовић Иванус.
Живи са супругом Керол у Бичвуду, Охајо.

### Каријера
Почео је да зарађује већ као шестогодишњак продајући кокице, које је сам припремао, и освежавајућа пића недељом на утакмицама бејзбола. Касније је радио у супермаркетима и кугланама и разносио је новине. Гимназију је завршио у родном Ворену. Дипломирао је маркетинг на Државном универзитету у Кливленду, који му је 1995. доделио почасни докторат (лат. Litterarum humanarum doctor). Исто признање добио је и од Универзитета у Акрону 1998, Хајделбершког колеџа 2006. и Православнe богословскe академијe Светог Владимира из њујоршког Крествуда 2019, у којој је био председник Одбора повереника и члан чак двадесет година. У Кливленд се преселио 1960, те постаје угледни предузетник.
Новинарством је почео да се бави у првом разреду гимназије стицајем несрећних оклоности, јер је због повреде колена морао да, на предлог тренера, спортске активности замени хонорарним послом у локалном дневнику „Ворен трибјун кроникл” (енгл. The Warren Tribune Chronicle), у којем је повећањем броја радних сати постао репортер. Свој први текст је потписао са петнаест година. За „Ворен трибјун кроникл” је писао неколико година после завршетка гимназије, а тиму „Плејн дилера”, најпре његовом одељењу за промоције, придружио се 1960, по пресељењу у Кливленд. Након завршетка факултета, прелази у одељење за оглашавање. Ту остаје све до пензионисања јуна 2006, прешавши пут од директора кадровске службе (1980), директора одељења за промоције, асистента издавача, петогодишњег мандата потпредседника и генералног директора (1985) па до места издавача и председника и главног извршног директора, на које је именован 1990. У том својству био је одговоран за целокупну политику, рад и смер новина.
Тренутно је председник компаније „Алекс Мачески и сарадници” (енгл. Alex Machaskee & Associates), која је специјализована за односе са јавношћу, стратешко планирање, међународне односе, маркетинг и промоцију догађаја.

### Друштвени рад
Мачески је био командант Сувереног реда Светог Јована Јерусалимског, Витезова Хоспиталаца, за Кливленд, а као председавајући Међународне православне добротворне организације путовао је у Грчку, Србију, на Косово, у Босну, Грузију, Бејрут, Дамаск, Јерусалим, Јордан, Етиопију и Камерун како би надгледао хуманитарне активности организације. Године 1999. награђен је Медаљом части острва Елис, једним од највећих националних одликовања Америке, коју му је доделила Национална организација етничке коалиције, данашње Друштво почасти острва Елис. Био је и повереник Конгреса српског уједињења.
У периоду 2000–2001. председавао је кампањом „United Way Services”, потом је 2002–2003. био председник њеног одбора, а марта 2004. је именован за доживотног председника. Алекс Мачески је, пошто је деведесетих година XX века Југословенска културна башта у кливлендском Рокфелеровом парку постала Словеначка, 2008. основао Српску културну башту, инспирисану матицом и њеном културом, у којој се данас налази икона Светог Саве и дванаест бисти српских великана. Сваког јула, он приређује донаторски „Српски голф излет”, како би обезбедио средства за постављање нових скулптура у Башти.
Члан је Саветодавног одбора Федерације Кливлендских културних башти и доживотни члан Српског народног савеза из Питсбурга. Почасни је конзул Републике Србије у Охају, а тиме и члан Кливлендског конзуларног кора. Уз то је и члан Кливлендског комитета за спољне односе, бивши председник Кливлендског савета за светска питања, члан непрофитне организације „Универзитетски круг”, члан емеритус Одбора Кливлендског музеја уметности, бивши потпредседник Кливлендског симфонијског оркестра, члан Одбора организације „Cleveland Crime Stoppers” и Фондације кливлендске полиције.
Организатор је бројних вечери за српску дијаспору и пријатеље у сврху прикупљања средстава за разне добротворне сврхе. На пример, ради обнове Хиландара, после пожара 2004, приредио је спонзорску вечеру за време које су свирале „Легенде”. Тако је сакупљено доста новца. Мачески је лично руководио и акцијом прибављања средстава за нови кров школе на Косову, а кроз Међународну православну добротворну организацију за народне кухиње и развој винарије у Дечанима. У сарадњи са њиховим величанствима принцом Александром и принцезом Катарином Карађорђевић помогао је сиротишта у Србији. Никола Борота, Коста Папић, покојни Мич Жунић и Алекс Мачески су на овај начин прикупљеним средствима изградили и манастир „Марча” у Ричфилду, Охајо.

### Музика
Љубитељ је сценске уметности и активно се бави музиком. Љубав према њој усадио му је отац, који је одређено време наступао са тамбурашким оркестром, и ујак Џо Рајшић, који је водио квинтет. Са дванаест година је добио прву тамбуру, а када је одрастао у Кливленду је са два Србина и Италијаном оформио оркестар „Continental Strings Tamburitza Orchestra”, са којим је свирао четрдесет година од Њујорка до Лос Анђелеса. У најблиставије тренутке њихове каријере убраја се четрдесетоминутни наступ као увод у шоу Боба Хоупа пред двадесет пет хиљада људи на Државном сајму Охаја. Увек су завршавали песмом „Хава нагила”, јер је она гарантовала велики аплауз.
Члан је Извршног одбора и доживотни почасни повереник Асоцијације музичке уметности Кливлендског оркестра. Да би људима, посебно млађим, приближио благодети српске културе, Мачески доводи музичке саставе из Србије. Његови гости били су и Београдска филхармонија и више пута новосадски Тамбурашки оркестар Милета Николића. Такође, власник је завидне колекције носача звука са тамбурашким песмама.

## Награде и признања
Верујем да човеку треба нешто што ће му испунити живот значењем и мотивисати га да постигне ствари које имају трајну вредност.

Алекс Мачески
Алекс Мачески је добитник бројних награда и признања, који су му уручени током каријере превасходно због лидерске посвећености кливлендској заједници.
Међу њима су:
- Медаља части острва Елис, коју му је доделила Национална организација етничке коалиције
- Награда „Whitney M. Young Humanitarian”, коју му је доделила организација „Urban League of Cleveland”
- Награда „International Executive of the Year”, коју му је доделио „World Trade Center Cleveland”
- Награда „Nonprofit Board Executive of the Year”, коју му је доделио магазин „Inside Business”
- Награда „Golden Door”, коју му је доделио „International Services Center”
- Специјално признање за узоран рад у штампаном новинарству „Асошијетед преса”

Мачески је увршћен у Пословну кућу славних у североисточном Охају 2001, у Новинарску кућу славних у Кливленду од стране Прес-клуба Кливленда 2006, а у Међународну кућу славних у Кливленду и Кућу славних Пословног колеџа „Џејмс Џ. Нанс” Државног универзитета у Кливленду 2010. године.